# オーミマリン
オーミマリンは、近江鉄道の子会社である近江トラベル株式会社業務部旅客船課が運航する琵琶湖の遊覧船、ならびに福井県敦賀市の水島への渡船の名称。琵琶湖の遊覧船は滋賀県彦根市の彦根港を中心に運航している。

## 事業所
近江トラベル本社
- 滋賀県彦根市駅東町15番1（近江鉄道本社所在地）

オーミマリン彦根港支店
- 滋賀県彦根市松原町3755番地

オーミマリン敦賀営業所
- 福井県敦賀市蓬莱町（夏期のみ開設）

## 航路

### 定期観光船

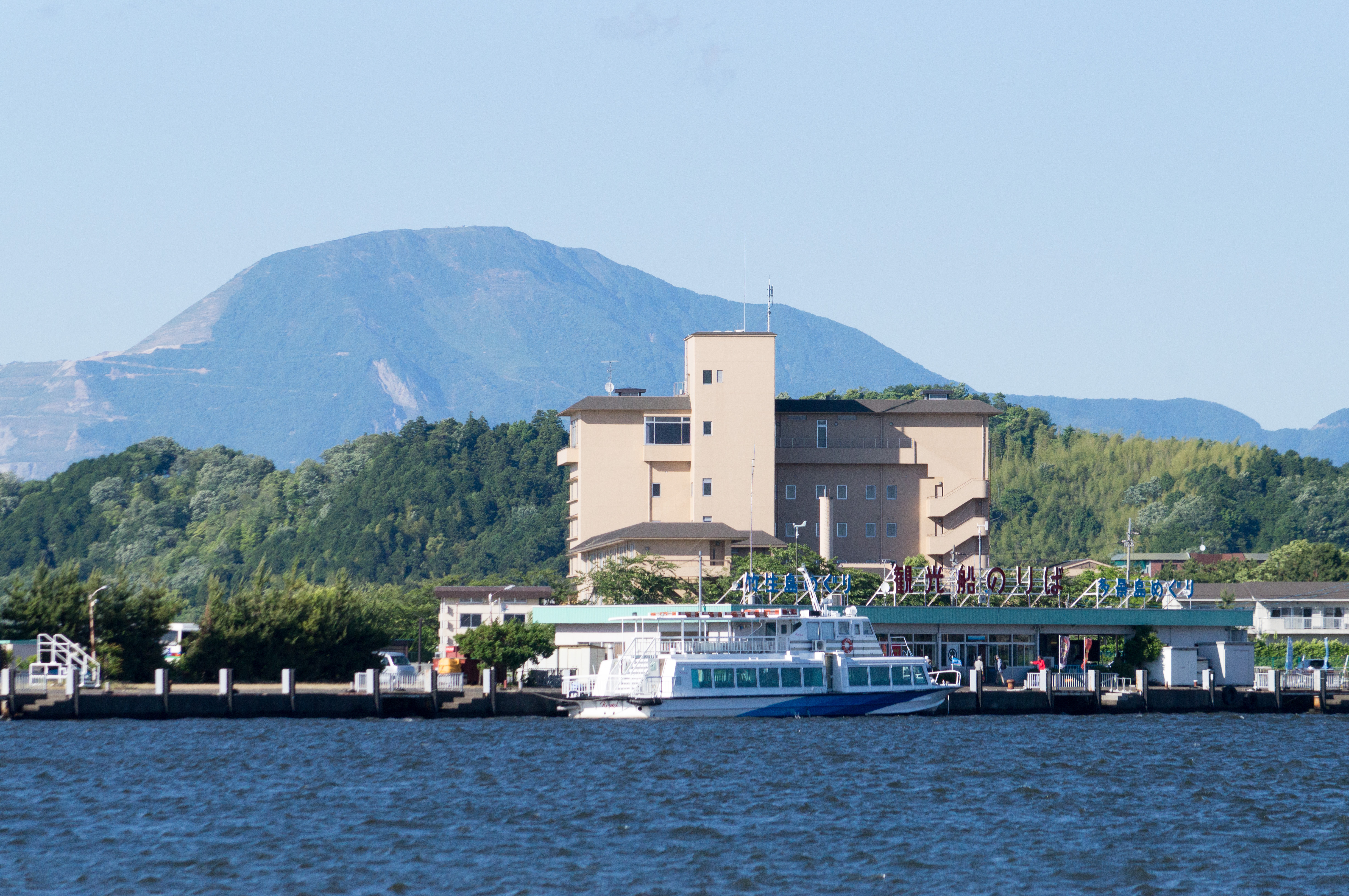
彦根港観光船のりば

定期観光船として、竹生島めぐりと多景島めぐりが運航されている。彦根港発の観光船の利用客向けに彦根港無料シャトルバス（彦根駅 - 彦根港）が運行されている。

#### 竹生島めぐり
- 彦根港 - 竹生島 - 奥琵琶湖マキノグランドパークホテル桟橋・海津大崎港
  - 奥琵琶湖マキノグランドパークホテル桟橋・海津大崎港から乗船する場合は予約が必要。

#### 多景島めぐり
- 彦根港 - 多景島

### イベント観光船
イベント観光船として、海津大崎桜花見船、びわ湖サンセットビアクルーズ、敦賀水島航路、初日の出クルーズ、初詣クルーズがある。彦根港無料シャトルバスも特別ダイヤ（海津大崎桜花見船運航期間）やお正月ダイヤ（初詣船）が設定される。

#### 海津大崎桜花見船
- 彦根港 - 海津大崎港
- 奥琵琶湖マキノグランドパークホテル桟橋 - 海津大崎港
  - 季節運航（3月下旬-4月中旬）、予約が必要。

#### 敦賀水島航路
いずれのルートも夏季（※毎年7月中旬頃から8月下旬頃）のみ運航。
- 色ヶ浜 - 水島
- 浦底 - 水島
  - 浦底発着は水島の付近にある旅館や民宿に宿泊される方のみ乗船することができる。しかし、連絡がない場合は運航されない[4]。
  - かつては敦賀港 - 色ヶ浜までの航路（所要約30分）を1日1往復だけ運航していたが、廃止された。

## 船舶

### 運航中の船舶
- 赤備え船『直政』 （元・第5わかあゆ）

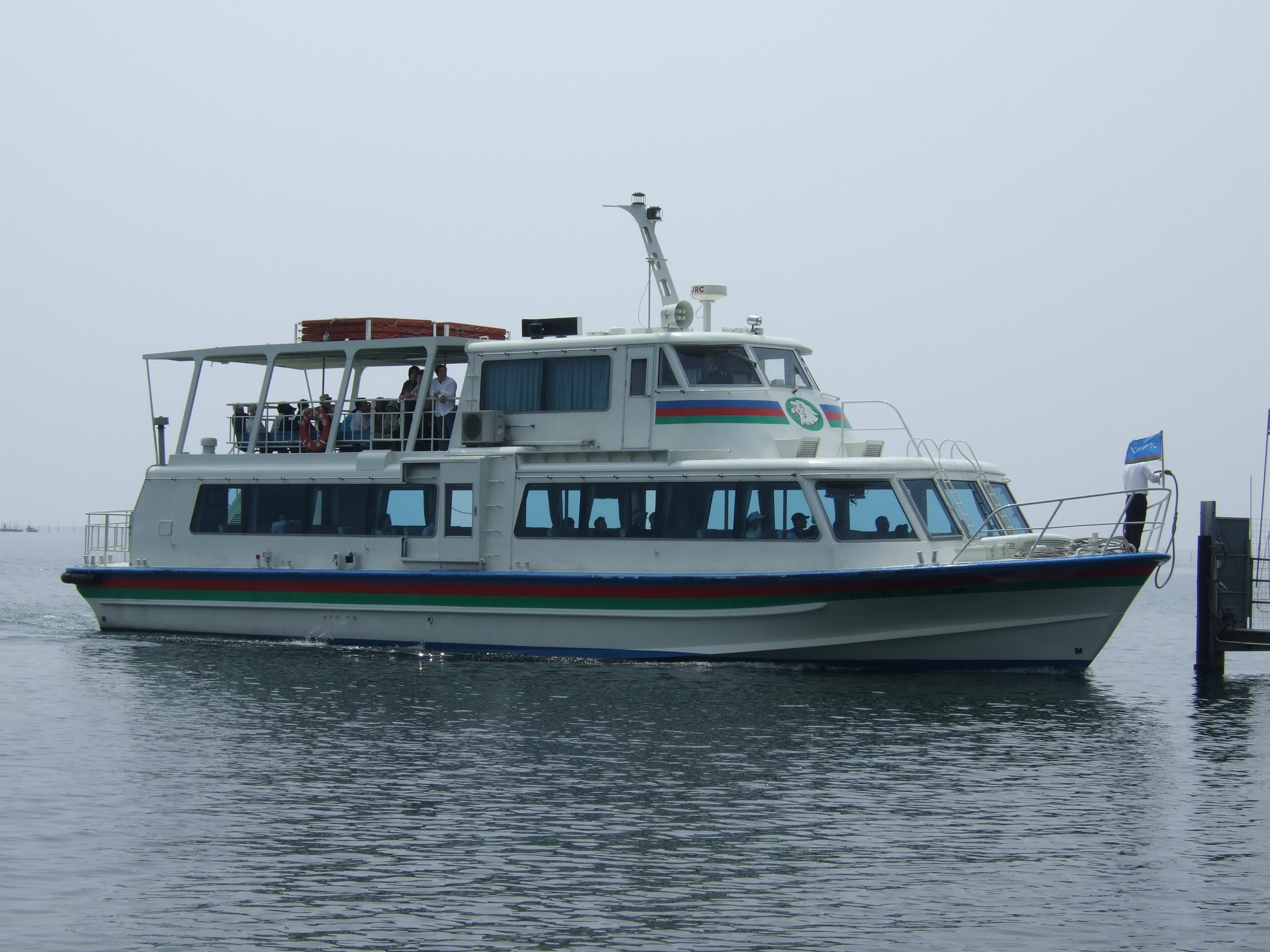
「第6わかあゆ」

  - 2017年にNHK大河ドラマ『おんな城主 直虎』の放映に合わせてリニューアル
  - 62総トン、全長22.00m、幅5.40m、深さ2.10m、航海速力25ノット、旅客定員160人
- 第6わかあゆ
  - 61総トン、全長22.55m、幅5.20m、深さ2.11m、航海速力24ノット、旅客定員100人
- 第8わかあゆ
  - 27総トン、全長13.51m、幅4.60m、深さ1.70m、航海速力24ノット、旅客定員62人
- Kirari（元・ニューわかあゆ）
  - 1982年7月4日就航、2013年12月21日リニューアル、「ニューわかあゆ」を主機換装
  - 118.65総トン、全長25.00m、幅5.70m、深さ2.00m、航海速力20ノット、旅客定員188人
- サンレーザー
  - 19総トン、全長13.50m、幅3.80m、深さ1.50m、航海速力24ノット、旅客定員60人

### 過去の船舶
- わかあゆ
  - 1972年3月12日就航
- 第2わかあゆ
  - 旅客定員88名